# Škoda 31Tr SOR

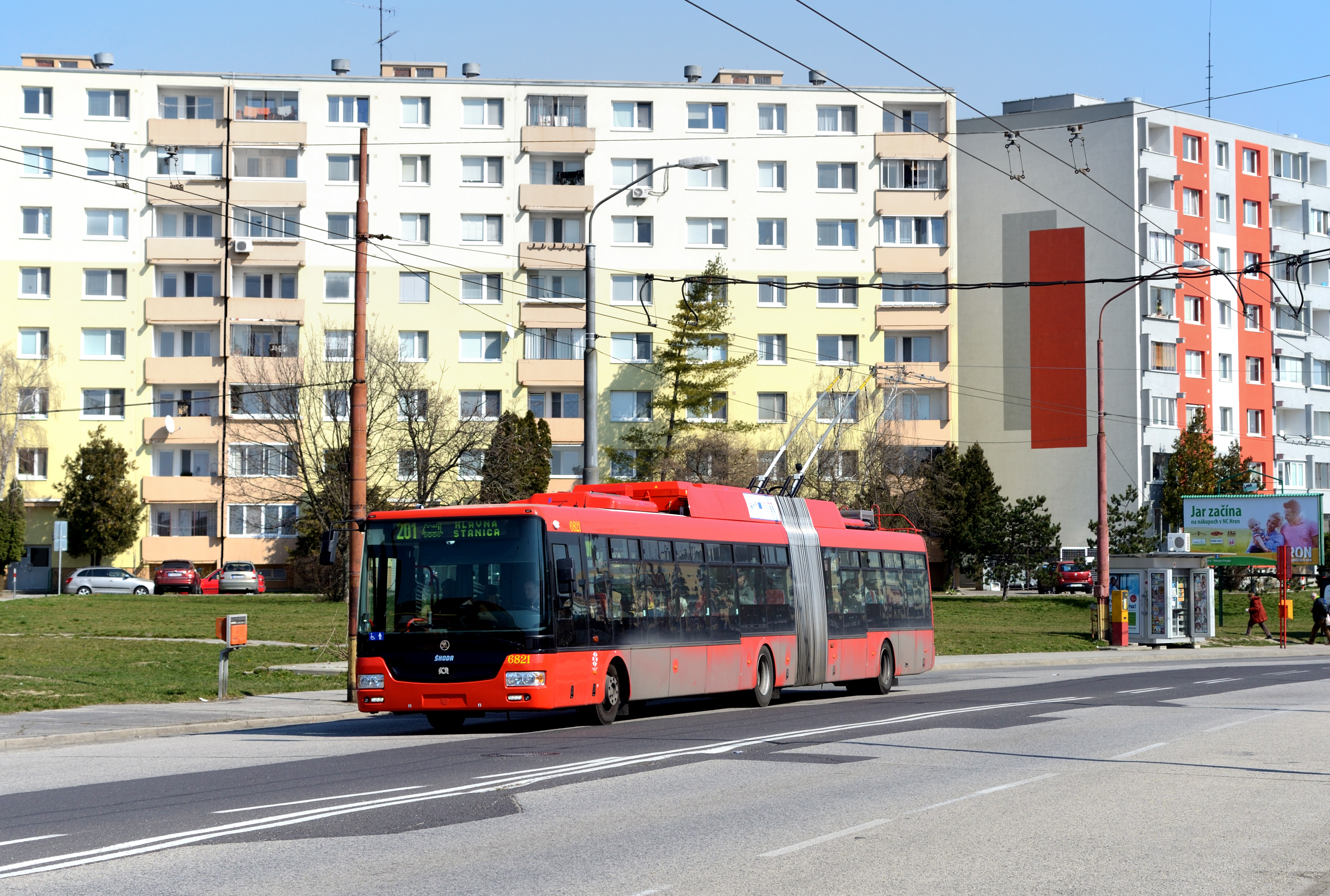
Škoda 31Tr SOR w Bratysławie

Škoda 31Tr SOR – typ przegubowego, niskopodłogowego trolejbusu wytwarzanego we współpracy firm Škoda Electric (wyposażenie elektryczne) i SOR Libchavy (nadwozie autobusowe typu SOR NB 18).

## Historia
Dopravní podnik města Hradce Králové zamówił we wrześniu 2010 r. 13 trolejbusów 31Tr razem z 18 trolejbusami typu Škoda 30Tr SOR. Budowę pierwszego trolejbusu w zakładach Škoda ukończono pod koniec 2010 r. i 16 grudnia przeprowadzono jazdy próbne na ulicach Pilzna. Do Hradca Králové pierwszy trolejbus typu 31Tr dostarczono 8 marca 2011 r., 11 kolejnych egzemplarzy przedstawiono publicznie 4 kwietnia 2011 r., a ich eksploatację na liniach nr 1 i 2 rozpoczęto już dzień później. Wszystkie pojazdy otrzymały imiona postaci z bajek (nr 61 Rákosníček, nr 62 Rumcajs, nr 63 Fifinka, nr 64 Krteček, nr 65 Křemílek, nr 66 Cipísek, nr 67 Hurvínek, nr 68 Špagetka, nr 69 Škubánek, nr 70 Amálka, nr 71 Mánička). Pozostałe dwie zamówione sztuki (nr 72 Lichotníček i nr 73 Zlatý pavouček) dotarły do miasta w pierwszej połowie 2013 r.
Dopravný podnik mesta Prešov miał zgodnie z umową ramową zakupić w latach 2011–2014 15 trolejbusów Škoda 31Tr SOR. Pierwszy z nich rozpoczął służbę linową 11 października 2011 r., kiedy to wyjechał na trasę linii nr 38. W 2016 r. Dopravný podnik mesta Prešov zamówił kolejne 10 trolejbusów, które dodatkowo wyposażono w klimatyzację przedziału pasażerskiego. Wszystkie egzemplarze z drugiej serii dostarczono w latach 2016–2017.
Dziesięć sztuk 31Tr, zgodnie z umową z 2012 r., miało zostać dostarczonych Dopravnému podniku mesta Žiliny w ciągu czterech lat od podpisania umowy. Eksploatację pierwszych siedmiu z nich rozpoczęto w grudniu 2012 r., a ósmy przywieziono rok później i włączono do ruchu liniowego 14 stycznia 2014 r.
W latach 2014–2015 Dopravný podnik Bratislava zakupił łącznie 50 trolejbusów typu Škoda 31Tr SOR, przy czym każdy egzemplarz wyposażony jest w klimatyzację przestrzeni pasażerskiej. Kolejnych 20 pojazdów zostało zamówionych przez DPB w 2015 r. w ramach opcji uwzględnionej w umowie.
Typ 31Tr zakupił także w liczbie 30 sztuk przewoźnik Dopravní podnik města Brna. Pojazdy o łącznej wartości 395 milionów koron czeskich zostały dostarczone w pierwszej połowie 2015 roku.
Jesienią 2015 roku Škoda dostarczyła trzy trolejbusy tego typu do Bańskiej Bystrzycy.

## Dostawy
| Państwo        | Miasto           | Lata dostaw    | Liczba | Numery taborowe  | Uwagi                                         |        |
| -------------- | ---------------- | -------------- | ------ | ---------------- | --------------------------------------------- | ------ |
| Czechy         | Brno             | 2015           | 30     | 3618–3647        |                                               | [ 16 ] |
| Czechy         | Hradec Králové   | 2011–2013      | 13     | 61–73            |                                               | [ 17 ] |
| Słowacja       | Bańska Bystrzyca | 2015           | 3      | 3101–3103        |                                               | [ 18 ] |
| Słowacja       | Bratysława       | 2014–2015      | 70     | 6801–6870        | klimatyzacja przedziału pasażerskiego         | [ 19 ] |
| Słowacja       | Preszów          | 2011–2020      | 25     | 713–731, 741–746 | 720–746 klimatyzacja przedziału pasażerskiego | [ 20 ] |
| Słowacja       | Żylina           | 2012–2013      | 8      | 251–257, 265     |                                               | [ 21 ] |
| Łączna liczba: | Łączna liczba:   | Łączna liczba: | 149    |                  |                                               |        |